# Berea (Kentucky)
Berea – miasto w Stanach Zjednoczonych, w stanie Kentucky, w hrabstwie Madison.